# 再见巴士
《再见巴士》（日语： sayonarabasu）是日本二人组合柚子（ゆず）的第5张单曲。1999年3月17日由其所属公司Senha&Company发售。

## 收录曲
1. 再见巴士（サヨナラバス）（3:46）
  - 作詞、作曲: 北川悠仁
2. 铃铃铃（ルルル）（3:25）
  - 作詞、作曲: 北川悠仁
3. 朝霞和晚霞（朝もやけ）（3:45）
  - 作詞: 岩泽厚治，作曲: 岩泽厚治、寺岡呼人

## 改編
《再见巴士》亦被改編為粵語版本，為王喜的《仍是這首歌》。